# روس هنتر (لاعب كريكت)
روس هنتر (27 يناير 1981 في المملكة المتحدة - )  (بالإنجليزية: Ross Hunter)‏ هو لاعب كريكت بريطاني. لعب مع Hampshire Cricket Board ‏.